# Solanum gardnerii
Solanum gardnerii är en potatisväxtart som beskrevs av Otto Sendtner. Solanum gardnerii ingår i släktet skattor som ingår i familjen potatisväxter. Inga underarter finns listade i Catalogue of Life.